# Stai Station
Stai Station (Stai stasjon) er en jernbanestation på Rørosbanen, der ligger ved bygden Stai i Stor-Elvdal kommune i Norge. Stationen består at et spor, en perron, en stationsbygning med ventesal og et pakhus, der ligesom stationsbygningen er i gulmalet træ.
Stationen åbnede 14. december 1875, da banen blev forlænget fra Rena til Koppang. Den blev nedgraderet til trinbræt 1. november 1985. Betjeningen med persontog blev indstillet 16. juni 2002 men senere genoptaget.
Stationsbygningen blev opført i 1873 efter tegninger af arkitekten Georg Andreas Bull. Stationsbygningen, perronen, pakhuset, banevogterboligen og stationshaven blev fredet af Riksantikvaren i 2002. Begrundelsen var at der er tale om et arkitektonisk, bygningshistorisk og jernbanehistorisk værdifuldt anlæg fra åbningen af Rørosbanen.